# Новосельское (Ровенский район)
Новосельское — село в Ровенском районе Саратовской области России, в составе сельского поселения Первомайское муниципальное образование.

## География
Село расположено в 5 км западнее села Первомайское, по правой стороне оврага Камышеваха

## История
На карте АССР немцев Поволжья 1934 года обозначен как хутор Сталин. Хутор относился к Зельманскому кантону АССР немцев Поволжья.
28 августа 1941 года был издан Указ Президиума ВС СССР о переселении немцев, проживающих в районах Поволжья. В связи с депортацией немецкого населения АССР немцев Поволжья в Сибирь и Казахстан, хутор, как и другие населённые пункты Зельманского кантона был включен в состав Саратовской области, позднее преобразован в село Новосельское.

## Население
Динамика численности населения
| 1987 | 2002 |
| ---- | ---- |
| ≈200 | 157  |

| 2002 | 2010 |
| ---- | ---- |
| 158  | ↘126 |